# Trochosa werneri
Trochosa werneri är en spindelart som först beskrevs av Roewer 1960.  Trochosa werneri ingår i släktet Trochosa och familjen vargspindlar.
Artens utbredningsområde är Algeriet. Inga underarter finns listade i Catalogue of Life.